# Danh sách câu lạc bộ bóng đá ở Liechtenstein
Ở Liechtenstein không có giải bóng đá quốc gia, Có 7 đội tham gia ở hệ thống giải bóng đá Thụy Sĩ.
| Câu lạc bộ        | Thị trấn         | Sân nhà (sức chứa)              | Cấp độ (2013-14) |
| ----------------- | ---------------- | ------------------------------- | ---------------- |
| FC Balzers        | Balzers          | Sportplatz Rheinau (2.500)      | 4                |
| USV Eschen/Mauren | Eschen và Mauren | Sportpark Eschen-Mauren (2.100) | 4                |
| FC Ruggell        | Ruggell          | Freizeitpark Widau (500)        | 7                |
| FC Schaan         | Schaan           | Sportsplatz Rheinwiese (1.500)  | 7                |
| FC Triesen        | Triesen          | Blumenau Stadium (2.100)        | 7                |
| FC Triesenberg    | Triesenberg      | Sportanlage Leitawis (800)      | 7                |
| FC Vaduz          | Vaduz            | Rheinpark Stadion (7.838)       | 1                |